# 현대 블루시티
현대 블루시티(Hyundai BlueCity)는 현대자동차에서 개발했던 준대형 상용 버스 차종이었다. 원형 모델은 현대 에어로시티이며, CNG 하이브리드 모델로 출시되었다. 대한민국에서는 서울 아진교통에서 처음으로 저상형을 반입하였으며, 대전광역시 유성구 반석역과 충청북도 청주시 흥덕구 오송읍 오송역을 연결하는 세종특별자치시 BRT 노선의 운행 차종으로 선정되었다.
저상형을 우선 출시한 후 2015년에는 현대 에어로시티를 원형으로 한 고상형 CNG 하이브리드 모델이 개발되어 전국 시연회를 마치고 판스프링 적용 모델을 울산광역시의 유진버스, 한성교통에서, 에어 서스펜션 적용 모델을 충청북도 청주시 청주교통에서 각각 처음으로 반입하였다. 안산 경원여객과 충북 청주교통의 도입분은 순회전시용으로 이용된 차량을 각각 판매한 것이다.
2017년에는 김포시 소재 강화운수에서 좌석형 모델을 최초로 출고했으나 지금은 조기 대차되었다.
그러나 광폭 중형버스인 그린시티와 공용하는 240마력 G240 CNG 엔진이 기본으로 장착되어 모터까지 추가로 장착했음에도 가속력이 느리다는 단점이 있으며, 언덕길 주행 성능이 떨어진다는 특징 때문에 상대적으로 산지 지형이 많은 부산광역시에서는 블루시티가 지형 및 도로 사정에 전혀 맞지 않아 삼성여객이 도입한 2대 외에는 더 이상의 도입이 없었다. 더욱이 가다서다할 때를 포함하여 승강장에 정차할 때에도 계속 작동하는 ISG 때문에, 기사들 사이에서 평가가 좋지 못했다. 그래서 판매율이 저조했으며, 기사들의 악평 때문에 추가 도입을 중단한 지역이 많다. 서울에서도 흥안운수 이후 출고하는 회사가 없으며, 대부분의 지자체들은 친환경 버스 차종으로 블루시티 대신 플러그인식 전기버스 혹은 수소연료전지버스(FCEV)인 일렉시티 등의 도입을 늘리고 있다. 또한 ISG 및 가속력 문제 외에도 차량의 잔고장이 잦아서, 차령이 만료되기 전에 블루시티를 조기에 대차한 회사들도 늘어났다.
결국 판매 부진에 시달렸으며, AMT의 결함이 발견되어 2019년에 단종됐다.

## 원리
CNG 하이브리드 버스는 CNG 엔진에 전기모터를 결합해 두 가지 동력원을 함께 사용함으로써 연료 효율을 향상시키고 오염물질 배출을 감소한 친환경 버스다. 그린시티에 장착되는 240마력 G240 CNG 엔진과 현대트랜시스의 6단 반자동 변속기를 적용했으며 60kW, 81마력의 고효율 전기 모터와 3.8kwh 용량의 리튬 폴리머 배터리를 장착했다. 기존 7개에서 5개로 축소시킨 770L 용량의 CNG 봄베를 장착했음에도 1회 충전 주행거리는 기존 CNG 버스와 동일한 340km를 확보했다. 정차시에는 엔진이 정지하며, 출발시에는 엔진과 모터가 동시에 사용되고 정속운행시에는 엔진만 사용, 가속을 내거나 경사를 올라갈 때는 엔진과 전기모터가 함께 사용된다. 반대로 감속시나 경사를 내려갈 때 전기 모터의 배터리를 충전한다. EHS를 장착하여 경사길에서 차량이 밀리는 것을 방지하고 있다.

## 운행중인 업체
강원특별자치도, 대전광역시, 전라남도, 전라북도, 제주특별자치도, 충청남도, 세종특별자치시,  부산광역시 등지에서는 이 차량을 보유한 업체가 없다.
- 서울특별시 : 도원교통, 서울교통네트웍, 삼화상운, 현대교통, 한성여객, 흥안운수
- 인천광역시 : 선진여객, 부성여객
- 대구광역시 : 세진교통, 신흥버스, 신일여객, 대명교통, 남도버스
- 광주광역시 : 대진운수, 대창운수, 대원시내버스, 을로운수, 삼원운수, 세영운수, 라정시내버스, 동화운수, 현대교통
- 울산광역시 : 남성여객, 대우여객, 울산여객, 유진버스, 학성버스, 한성교통
- 경기도 : 경원여객, 시흥교통, 삼영운수, 보영운수
- 충청북도 : 청주교통
- 경상북도 : 구미버스, 일선교통, 새천년미소

## 같이 보기
- 현대 그린시티 (구.글로벌 900)
- 현대 에어로시티
- 자일대우 BS
- 자일대우 BC
- 한국화이바 프리머스
- 에디슨 화이버드
- 에디슨 스마트
- MAN 라이온스 시티
- 비야디 K9

## 갤러리

아진교통 소속 서울시내버스 141번(현재는 퇴역)
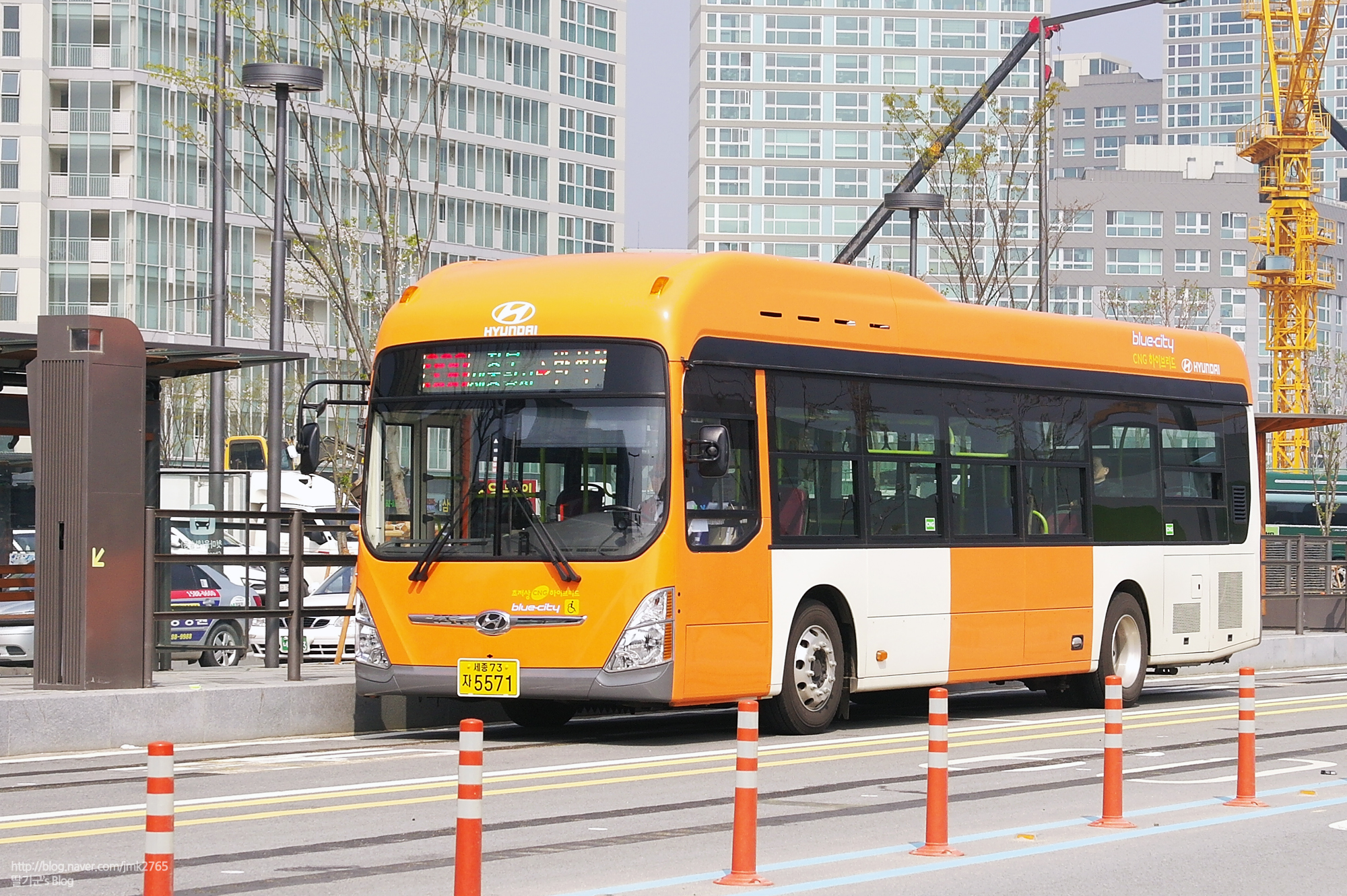
세종교통 소속 세종시 BRT 990번 (세종도시교통공사로 이관됐다가 현재는 퇴역)
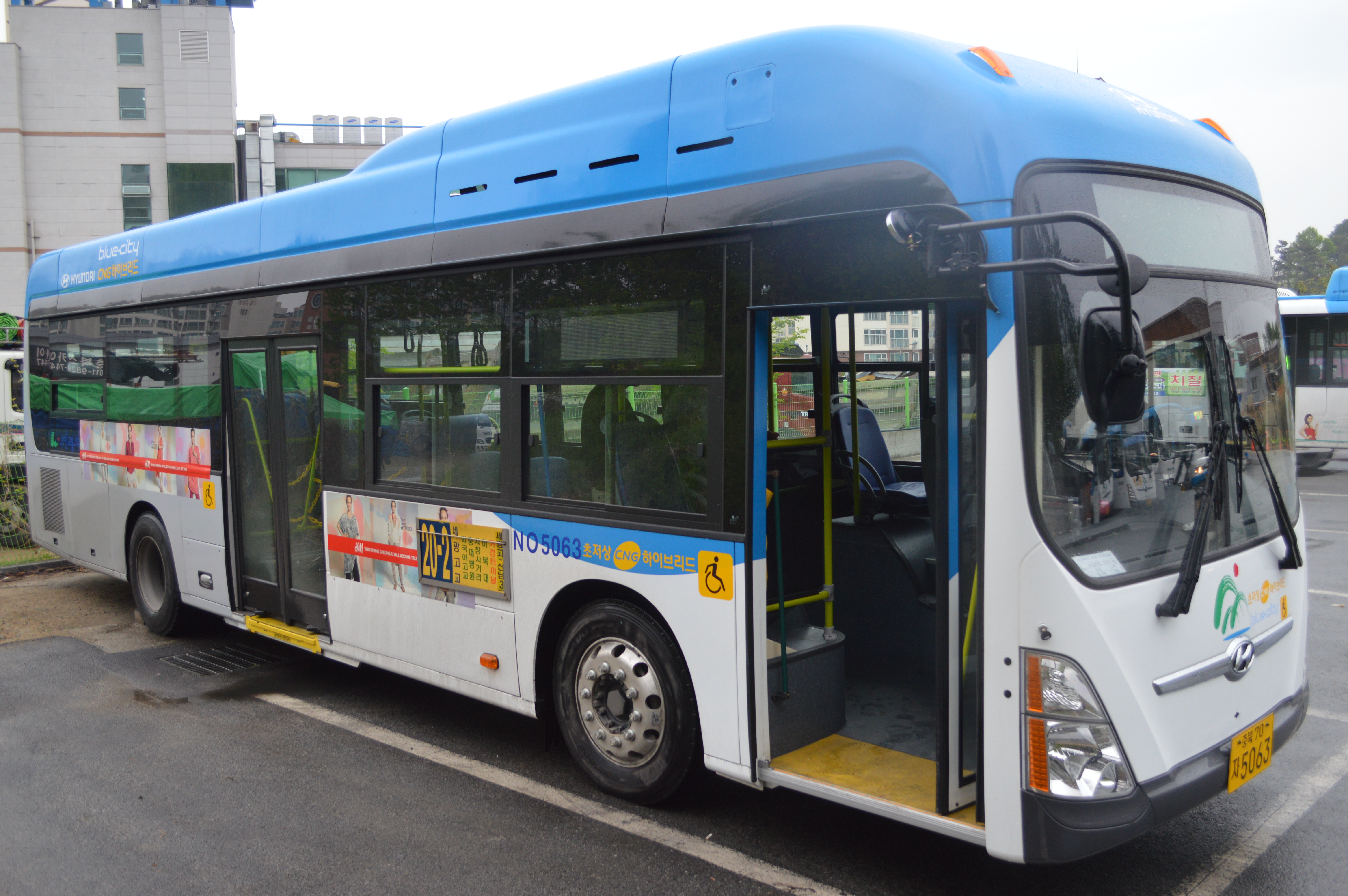
우진교통 소속 청주시내버스 20-2번(현재는 퇴역)
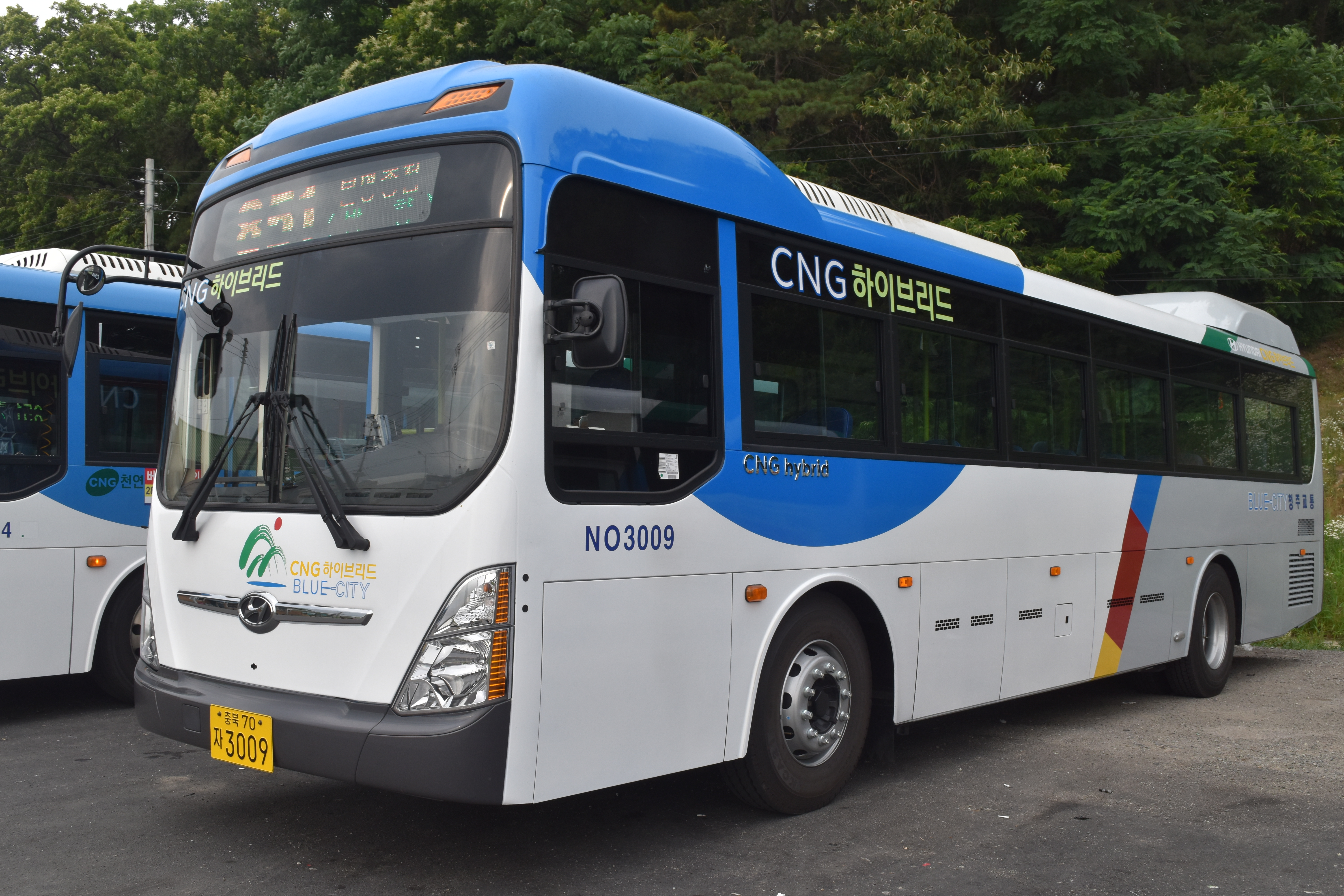
청주교통 소속 청주시내버스 851번
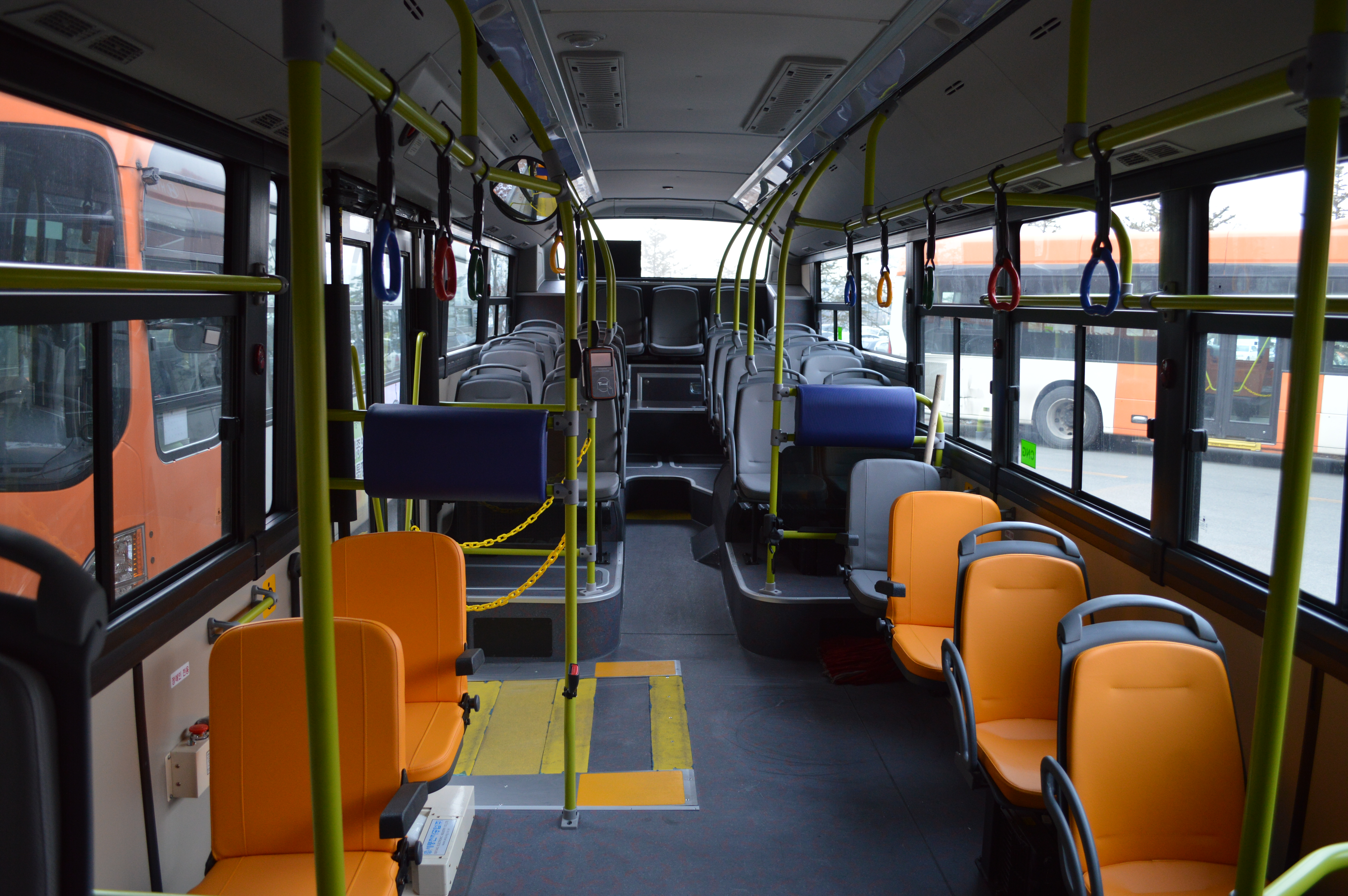
현대 블루시티 저상형 내부
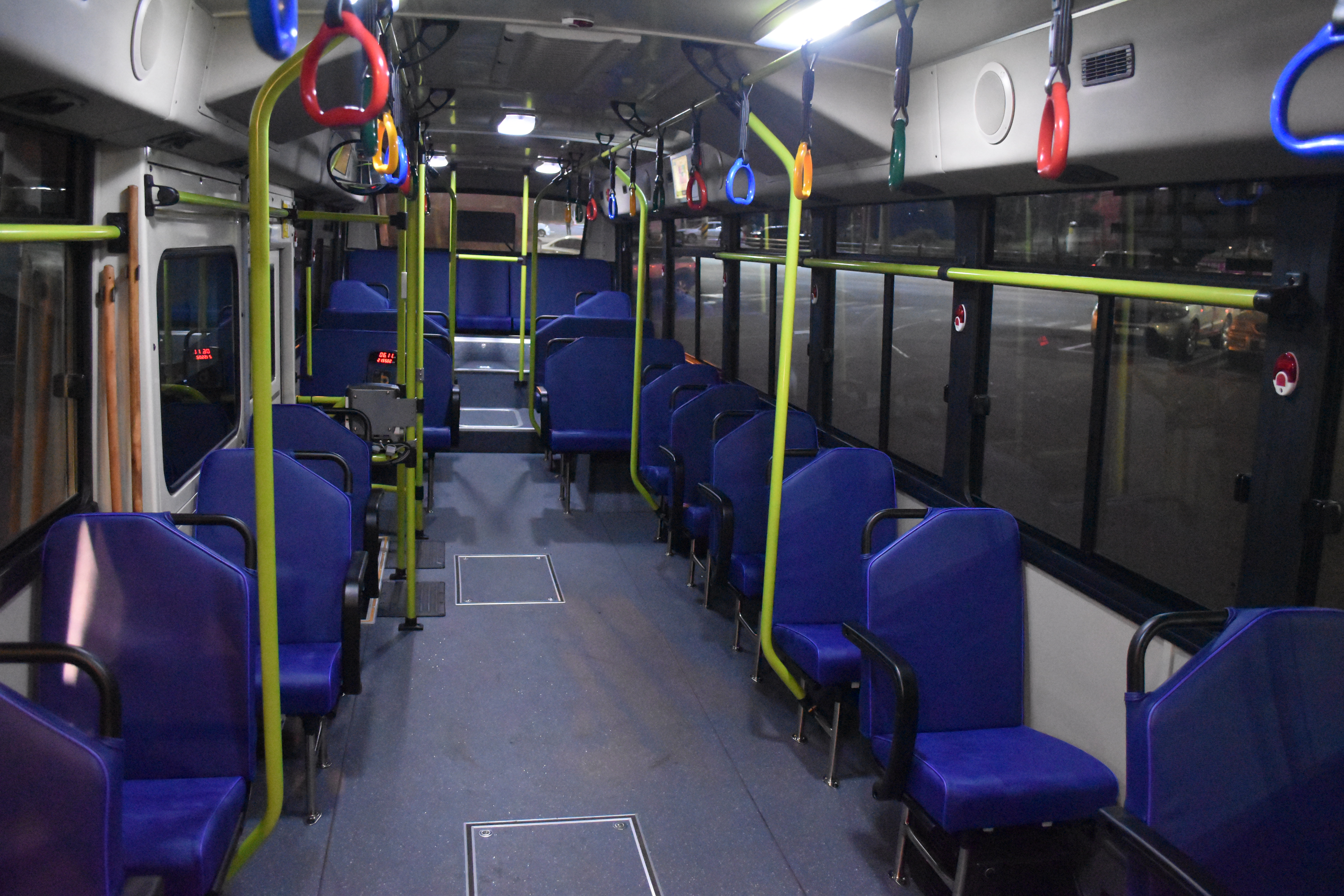
현대 블루시티 일반형 내부
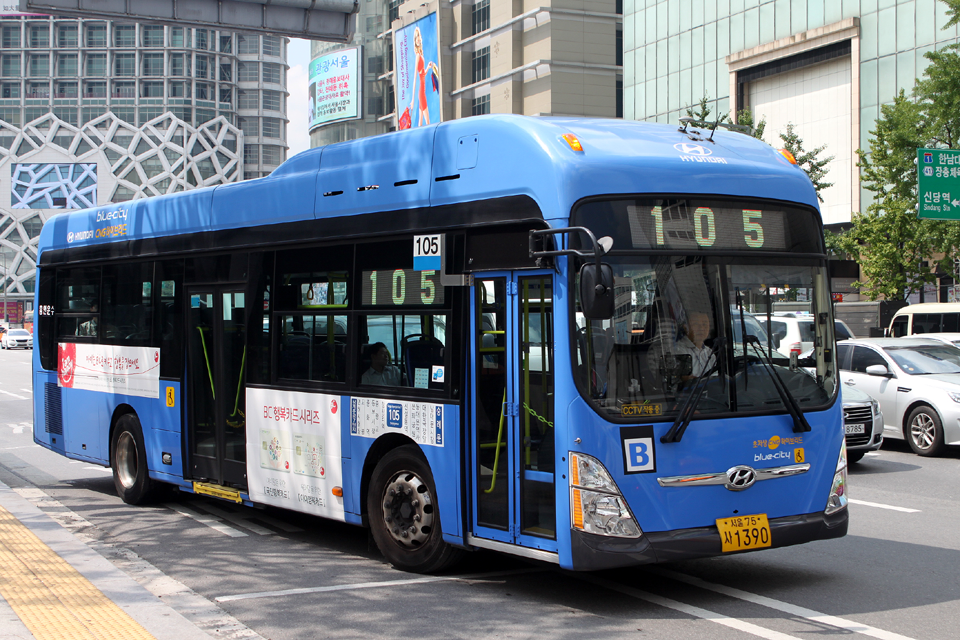
흥안운수 소속 서울시내버스 105번
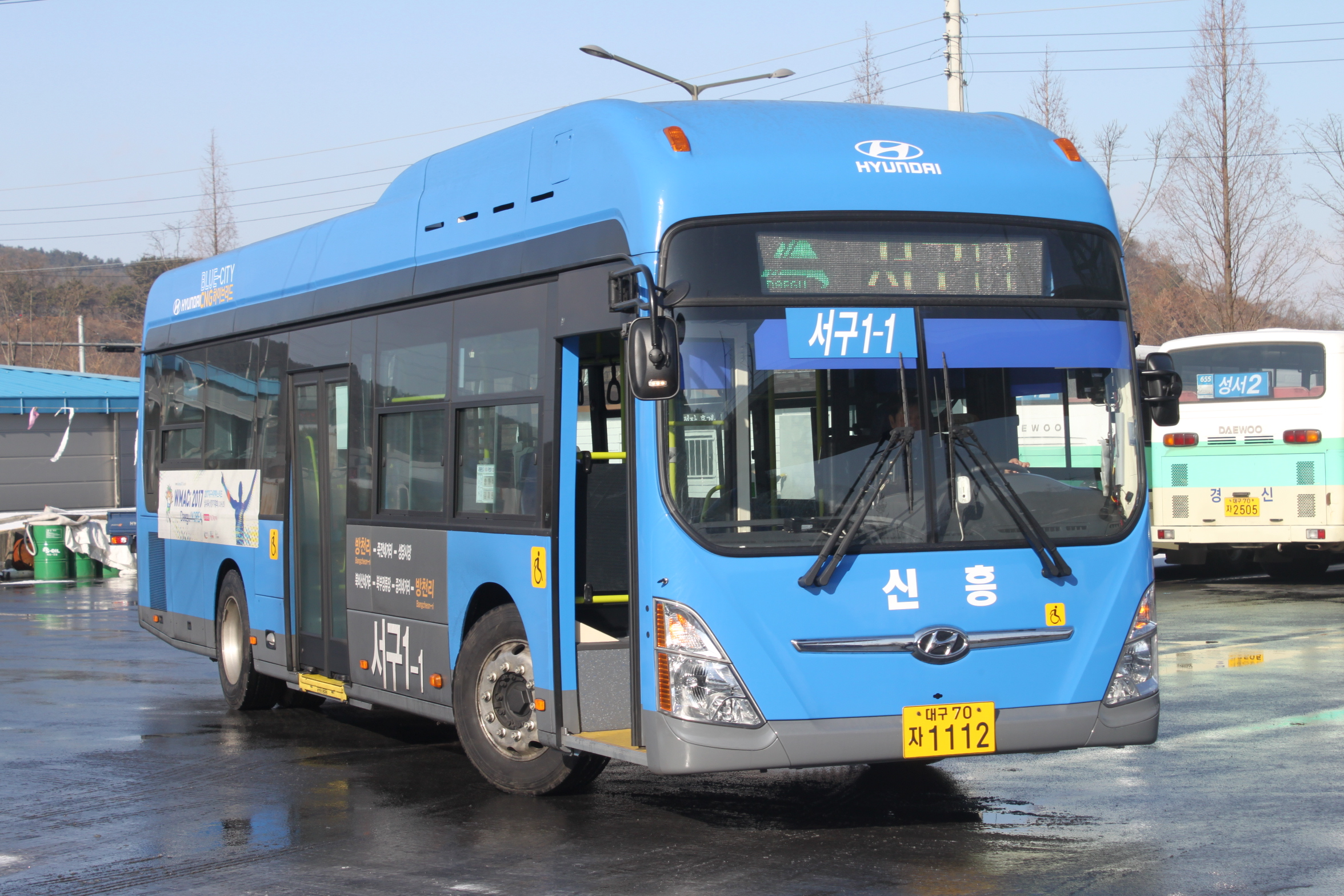
신흥버스 소속 대구시내버스 서구 1-1번
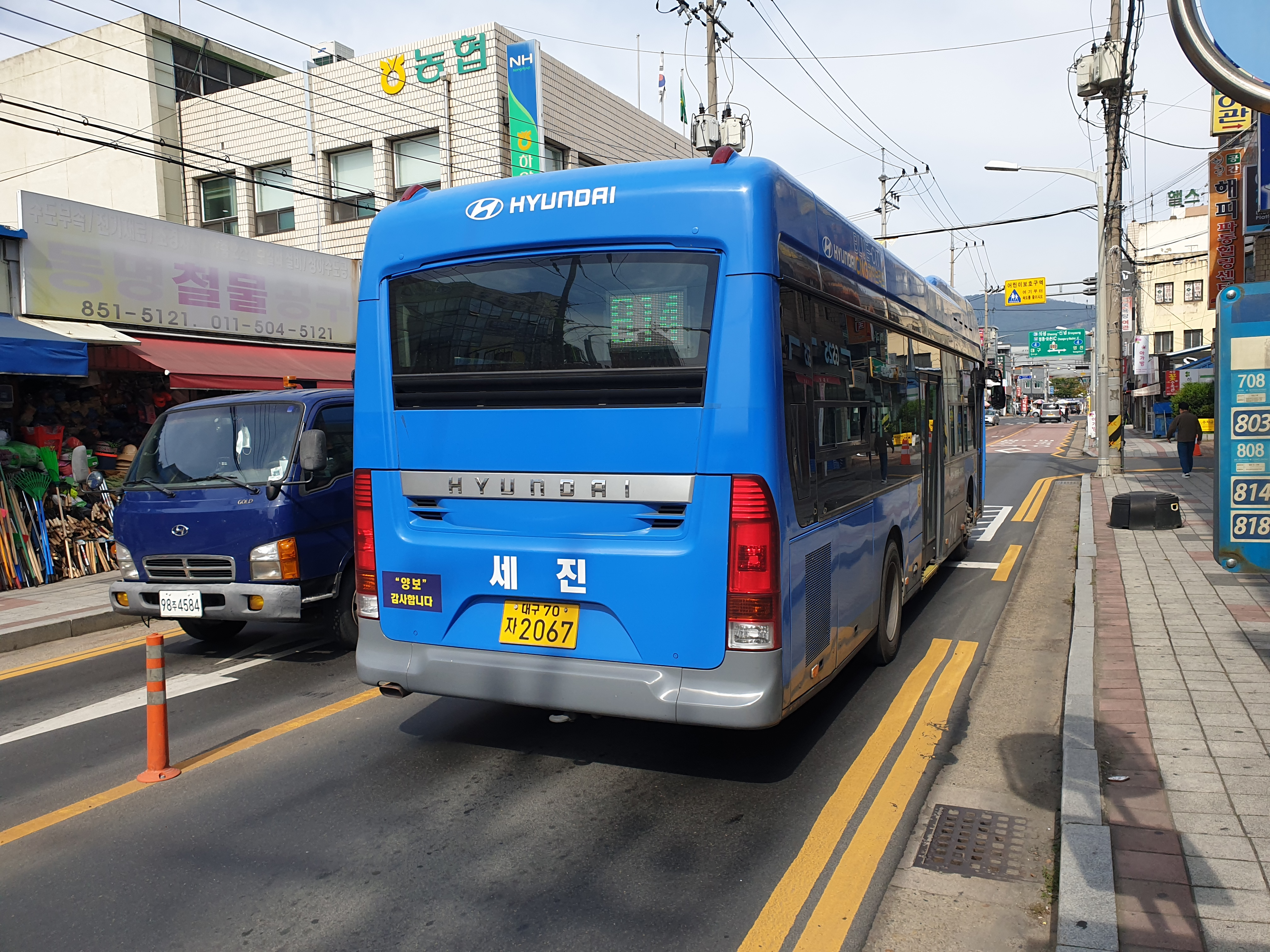
세진교통 소속 대구시내버스 814번
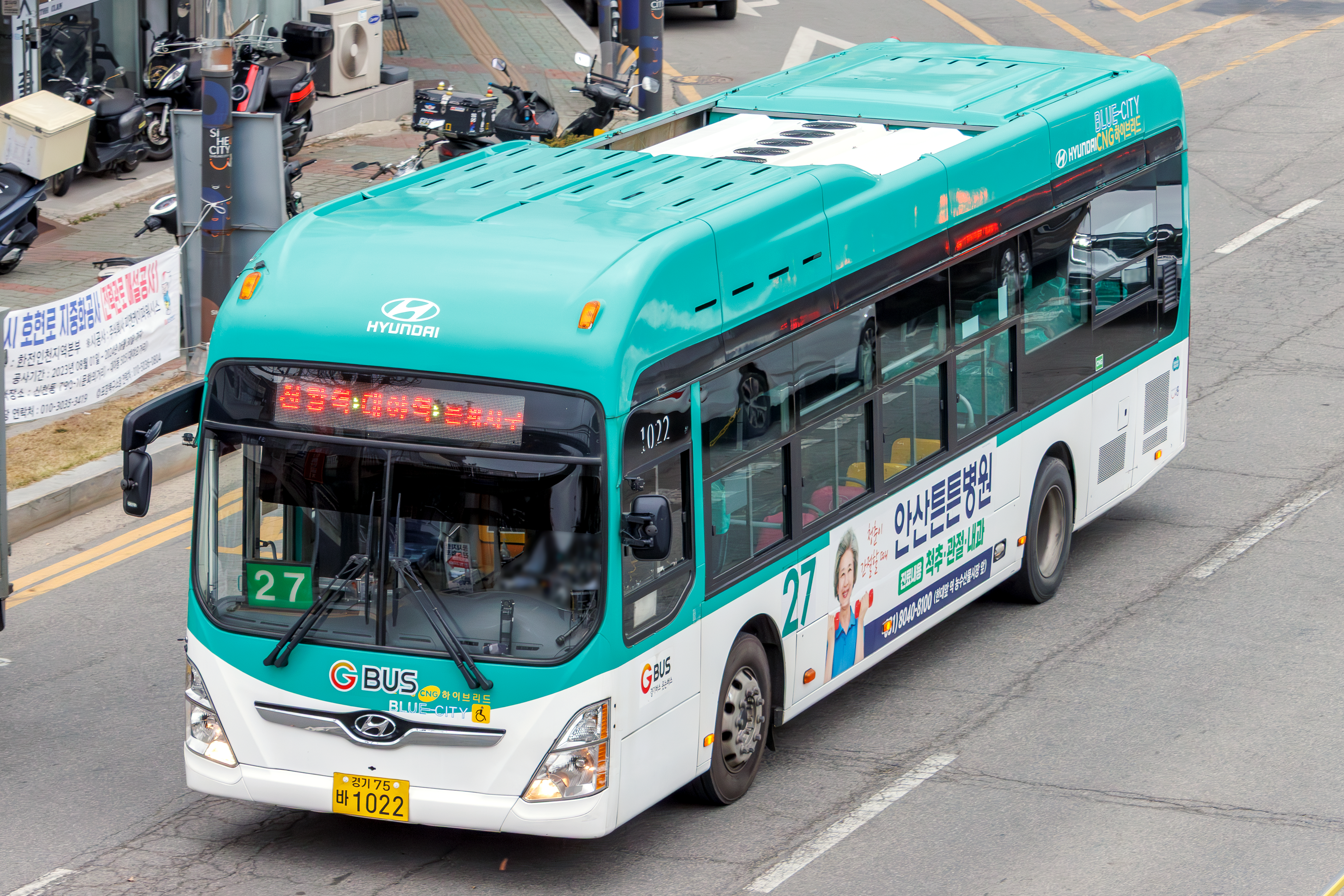
시흥교통 소속 시흥시내버스 27번